# Tytus, Romek i A’Tomek księga VI
Tytus, Romek i A’Tomek księga VI – szósty kolejny komiks z serii Tytus, Romek i A’Tomek o przygodach trzech przyjaciół Tytusa, Romka i A’Tomka.
Autorem scenariusza i rysunków jest Henryk Jerzy Chmielewski. Album ten ukazał się w 1971 roku nakładem Wydawnictwa Harcerskiego Horyzonty. W ramach oszczędności każdy arkusz był drukowany tylko z jednej strony w kolorach, przez to kolejne strony książeczki są na przemian kolorowe i czarno-białe. Podtytuł tej księgi brzmi Tytus olimpijczykiem. Na drugiej stronie okładki znajduje się Tablica ważniejszych mięśni Tytusa z widokiem od przodu i od tyłu, a na trzeciej kadry komiksowe z codzienną gimnastyką Tytusa. Na drugiej stronie książeczki jest pięć kadrów jak w prosty sposób krok po kroku narysować twarz Tytusa, a na stronie 19 zamieszczono tabelę z wagami bokserskimi.

## Fabuła
Tutys, Romek i A'Tomek zauważają plakat reklamujący olimpiadę w Kogutkowie Górnym i postanawiają się do niej przygotować. Tytus pełni rolę zawodnika, Romek trenera, a A’Tomek kierownika grupy. Rozpoczyna się kompleksowy trening Tytusa, składający się z odpowiedniej diety, prostych ćwiczeń, podnoszenia ciężarów, jazdy na rowerze stacjonarnym i treningu ze skakanką. Odwiedzają też Muzeum Sportu. Następnie udają się trąbolotem w góry, by szkolić Tytusa wysoko nad poziomem morza. Lecz zamiast w Tatrach, jak pierwotnie planowali, lądują w Meksyku. Rozpoczynają trening bokserski, jednak Tytus ewentualnie uderza Romka tak daleko, że ten odlatuje kawałek od miejsca treningu i A'Tomek idzie go szukać. Gdy Tytus zostaje na chwilę sam, porywają go gangsterzy, zdumieni talentem bokserskim Tytusa. Kontynuują jego szkolenie bokserskie poprzez organizowanie mu sparingów i wystawiają go w prawdziwej walce. Tytus jako „Długoręki Bombardier” mierzy się z mistrzem doliny Ciuciucacy, „Żelazną Pięścią”. Romek i A'Tomek docierają na miejsce walki, gdzie chcąc uratować Tytusa strzelają w przeciwnika pigułkami nasennymi, jednak Tytus sam zażywa pigułki, zasypiając i przegrywając w pierwszej rundzie. Korzystając z powstałego zamieszania, chłopcy wynoszą Tytusa do trąbolotu. Podczas podróży Tytusowi śni się, iż startuje w starożytnych igrzyskach greckich. W końcu po perypetiach ze strąconym przez piorun trąbolotem i jego naprawą, bohaterowie docierają na olimpiadę w Kogutkowie Górnym. Na miejscu, ku rozczarowaniu Romka i A'Tomka, okazuje się, że jest to olimpiada szachowa.

## Trąbolot
Według A’Tomka, nabył on ten pojazd od pewnego orkiestranta, który po godzinach dorabia sobie wyrabianiem trąbolotów. Bohaterowie używają go jako swojego pojazdu w tej historyjce. Z wyglądu przypomina on dużą trąbkę, jest koloru żółtego z oszkloną kabiną mogącą pomieścić trzy osoby. Podczas lotu nie słychać jego trąbienia ponieważ, według bohaterów, rozwija szybkość ponaddźwiękową. Potrafi wciągnąć chmurę jedną stroną i wypuścić w postaci deszczu drugą stroną. Może też awaryjnie lądować, używając spadochronu.

## Cenzura
W pierwszym wydaniu komiksu, gdy Tytus powtórnie odwiedza Muzeum Sportu, bawi się szablą mistrza Jerzego Pawłowskiego, zaś w późniejszych wydaniach Tytus bawi się szablą mistrza Wojciecha Zabłockiego. Pawłowski został aresztowany za szpiegostwo w 1976 roku, a jego nazwisko zostało wymazane ze wszystkich publikacji sportowych, w tym i z szóstej księgi Tytusa.

## Wydania
- wydanie I 1971 – Wydawnictwo Harcerskie Horyzonty, nakład: 90 000 egzemplarzy
- wydanie II 1975 – Wydawnictwo Harcerskie Horyzonty, nakład: 50 000 egzemplarzy
- wydanie III 1979 – Młodzieżowa Agencja Wydawnicza, nakład: 100 000 egzemplarzy
- wydanie IV 1996 – Prószyński i S-ka, nakład: 60 000 egzemplarzy, pierwsze w pełni kolorowe
- wydanie V 2003 – Prószyński i S-ka, nakład: 20 000 egzemplarzy,
- wydanie VI (wydanie zbiorowe jako Złota księga przygód VIII) 2008 – Prószyński Media
- wydanie VII 2009 – Prószyński Media
- wydanie VII 2014 – Prószyński Media